# Cyclolinidae
Famille
Cyclolinidae est une famille de foraminifères rattaché à l’ordre des Loftusiida.

## Liste des genres
Selon World Register of Marine Species (4 septembre 2024) :
- † Ammocycloloculina Maync, 1958

- † Cyclolina d'Orbigny, 1846

## Systématique
Le nom valide complet (avec auteur) de ce taxon est Cyclolinidae Loeblich & Tappan, 1964.

## Publication originale
- Loeblich, A. R.; Tappan, H. (1964). Treatise on Invertebrate Paleontology, Part C: Protista 2, Sarcodina, chiefly "Thecamoebians" and Foraminiferida. Geological Society of America and University of Kansas Press, Lawrence.